# Norvège aux Jeux olympiques d'été de 2008
La Norvège participe aux Jeux olympiques d'été de 2008 à Pékin.

## Liste des médaillés norvégiens

### Médailles d'or
| Sport              | Discipline            | Sportifs                              | Performance                       |
| ------------------ | --------------------- | ------------------------------------- | --------------------------------- |
| Médailles d'or : 3 |                       |                                       |                                   |
| Aviron             | 1 de couple (H)       | Olaf Tufte                            |                                   |
| Athlétisme         | Lancer du javelot (H) | Andreas Thorkildsen                   | 90,57 m (RO)                      |
| Handball           | Femmes                | Équipe de Norvège de handball féminin | 34-27 (face à l'Équipe de Russie) |

### Médailles d'argent
| Sport                  | Discipline           | Sportifs           | Performance     |
| ---------------------- | -------------------- | ------------------ | --------------- |
| Médailles d'argent : 5 |                      |                    |                 |
| Natation               | 100 m brasse (H)     | Alexander Dale Oen | 59 s 20         |
| Tir                    | Skeet (H)            | Tore Brovold       |                 |
| Taekwondo              | Plus de 67 kg (F)    | Nina Solheim       |                 |
| Athlétisme             | 20 km marche (F)     | Kjersti Plätzer    | 1 h 27 min 07 s |
| Canoë-kayak            | Kayak K1 1 000 M (H) | Eirik Verås Larsen |                 |

### Médailles de bronze
| Sport                   | Discipline       | Sportifs        | Performance        |
| ----------------------- | ---------------- | --------------- | ------------------ |
| Médailles de bronze : 1 |                  |                 |                    |
| Natation                | 200 m brasse (F) | Sara Nordenstam | 2 min 23 s 02 (RE) |

## Engagés norvégiens par sport

### Athlétisme
Hommes
- Jaysuma Saidy Ndure (100 m et 200 m)
- Andreas Thorkildsen (javelot)
- Erik Tysse (20km marche et 50 km marche)
- Trond Nymark (50 km marche)

Femmes
- Ezinne Okparaebo (100 m)
- Christina Vukicevic (100 m haies)
- Ida Marcussen (heptathlon)
- Kjersti Plätzer (20 km marche)
- Kirsten Melkevik Otterbu (marathon)

#### Hommes
| Épreuve           | Athlète             | Séries   | Séries | Quarts de finale | Quarts de finale | Demi-finales | Demi-finales | Finale       | Finale        |
| Épreuve           | Athlète             | Résultat | Rang   | Résultat         | Rang             | Résultat     | Rang         | Résultat     | Rang          |
| ----------------- | ------------------- | -------- | ------ | ---------------- | ---------------- | ------------ | ------------ | ------------ | ------------- |
| 100 mètres        | Jaysuma Saidy Ndure | 10.37    | 3e Q   | 10.14            | 4e               | -            | -            | -            | -             |
| 200 mètres        | Jaysuma Saidy Ndure | 20.54    | 2e Q   | 20.45            | 3e Q             | N.P          | /            | -            | -             |
| 20 km marche      | Erik Tysse          | NC       | NC     | NC               | NC               | NC           | NC           | 1h 22 min 43 | 21e           |
| 50 km marche      | Trond Nymark        | NC       | NC     | NC               | NC               | NC           | NC           | DNF          | /             |
| 50 km marche      | Erik Tysse          | NC       | NC     | NC               | NC               | NC           | NC           | 3h 45 min 08 | 5e            |
| Lancer du javelot | Andreas Thorkildsen | 79,85m   | 6e Q   | NC               | NC               | NC           | NC           | 90,57m       | Médaille d'or |

#### Femmes
| Épreuve          | Athlète                  | Séries   | Séries | Quarts de finale | Quarts de finale | Demi-finales | Demi-finales | Finale       | Finale            |
| Épreuve          | Athlète                  | Résultat | Rang   | Résultat         | Rang             | Résultat     | Rang         | Résultat     | Rang              |
| ---------------- | ------------------------ | -------- | ------ | ---------------- | ---------------- | ------------ | ------------ | ------------ | ----------------- |
| 100 mètres       | Ezinne Okparaebo         | 11.32    | 2e Q   | 11.45            | 4e               | -            | -            | -            | -                 |
| Marathon         | Kirsten Melkevik Otterbu | NC       | NC     | NC               | NC               | NC           | NC           | 2h 34 min 35 | 34e               |
| 100 mètres haies | Christina Vukicevic      | 13.05    | 4e     | -                | -                | -            | -            | -            | -                 |
| 20 km marche     | Kjersti Plätzer          | NC       | NC     | NC               | NC               | NC           | NC           | 1h 27 min 07 | Médaille d'argent |
| Heptathlon       | Ida Marcussen            | NC       | NC     | NC               | NC               | NC           | NC           | 6015pts      | 21e               |

### Aviron
| Athlète(s) | Compétition | Série         | Série | Quart de finale | Quart de finale | Demi-finale   | Demi-finale | Finale                 | Finale        |
| Athlète(s) | Compétition | Temps         | Rang  | Temps           | Rang            | Temps         | Rang        | Temps                  | Rang          |
| ---------- | ----------- | ------------- | ----- | --------------- | --------------- | ------------- | ----------- | ---------------------- | ------------- |
| Olaf Tufte | Skiff       | 7 min 20 s 20 | 1er   | 6 min 53 s 59   | 1er             | 6 min 58 s 23 | 2e          | Finale A 6 min 59 s 83 | Médaille d'or |

### Canoë-kayak

#### En ligne
Hommes
| Athlète             | Épreuve    | Qualifications | Qualifications | Demi-finale    | Demi-finale | Finale         | Finale            |
| Athlète             | Épreuve    | Temps          | Rang           | Temps          | Rang        | Temps          | Rang              |
| ------------------- | ---------- | -------------- | -------------- | -------------- | ----------- | -------------- | ----------------- |
| Eirik Veraas Larsen | K-1 500 m  | 1 min 36 s 439 | 2e             | 1 min 41 s 927 | 2e          | 1 min 37 s 949 | 4e                |
| Eirik Veraas Larsen | K-1 1000 m | 3 min 29 s 043 | 1er            | NC             | NC          | 3 min 27 s 342 | Médaille d'argent |

### Cyclisme

#### BMX
Hommes
| Athlète             | Épreuve    | Qualifications | Qualifications | Quart de finale | Quart de finale | Demi-finale | Demi-finale | Finale | Finale |
| Athlète             | Épreuve    | Temps          | Rang           | Temps           | Rang            | Temps       | Rang        | Temps  | Rang   |
| ------------------- | ---------- | -------------- | -------------- | --------------- | --------------- | ----------- | ----------- | ------ | ------ |
| Sebastian Kartfjord | Individual | 38 s 688       | 30e            | 19              | 8e              | -           | -           | -      | -      |

#### Route
Hommes
| Athlète              | Épreuve | Temps           | Rang |
| -------------------- | ------- | --------------- | ---- |
| Kurt Asle Arvesen    | Route   | 6 h 26 min 17 s | 32e  |
| Edvald Boasson Hagen | Route   | 6 h 36 min 48 s | 71e  |
| Lars Petter Nordhaug | Route   |                 |      |
| Gabriel Rasch        | Route   |                 |      |

Le 1er août, Thor Hushovd annonce qu'il se retire des épreuves olympiques pour cause de maladie, ce cycliste a donc été remplacé pas Lars Petter Nordhaug.
Femmes
| Athlète              | Épreuve | Temps           | Rang |
| -------------------- | ------- | --------------- | ---- |
| Anita Valen de Vries | Route   | 3 h 33 min 17 s | 26e  |

#### VTT
Femmes
| Athlète                | Épreuve       | Temps | Rang |
| ---------------------- | ------------- | ----- | ---- |
| Lene Byberg            | Cross-country |       |      |
| Gunn-Rita Dahle Flesjå | Cross-country |       |      |

### Escrime
Hommes
| Athlète                | Épreuve           | 32e de finale              | 16e de finale            | Quart de finale  | Demi-finale      | Finale           |
| Athlète                | Épreuve           | Opposition Score           | Opposition Score         | Opposition Score | Opposition Score | Opposition Score |
| ---------------------- | ----------------- | -------------------------- | ------------------------ | ---------------- | ---------------- | ---------------- |
| Sturla Torkildsen (en) | Épée individuelle | Mejias (en) Victoire 12-11 | Tagliariol Défaite 10-15 | -                | -                | -                |

### Handball
| Femmes - Kari Aalvik Grimsbø - Katja Nyberg - Ragnhild Aamodt - Gøril Snorroeggen - Else-Marthe Sørlie-Lybekk - Tonje Nøstvold - Karoline Dyhre Breivang - Kristine Lunde - Gro Hammerseng - Kari Mette Johansen - Marit Malm Frafjord - Tonje Larsen - Katrine Lunde Haraldsen - Linn Kristin Riegelhuth |

### Volley-ball

#### Volleyball de plage
Femmes
- Susanne Glesnes & Kathrine Maaseide

Hommes
- Joerre Kjemperud & Tarjei Skarlund